# 常滑市立小鈴谷小学校
常滑市立小鈴谷小学校（とこなめしりつ こすがやしょうがっこう）は、愛知県常滑市の公立小学校。

## 概要
- 大谷、小鈴谷、広目、坂井が校区であり、公立中学校の進学先は常滑市立南陵中学校である[1]。
- 旧・知多郡小鈴谷町の小学校であった。
- 前身校の一つとして、鈴渓義塾がある。これは盛田家第11代久左エ門・盛田命棋が開いた高等小学校に該当する私塾であり、身分や貧富の差のない平等な教育を方針とし、当時としては高水準の教育を行っていた。

## 沿革
- 1872年（明治5年） - 小鈴ヶ谷村に郷学校として小鈴谷郷学校が開校する。
- 1873年（明治6年） - 第6番中学区内第72番小学鈴渓学校に改称する。
- 1878年（明治11年） - 小鈴ヶ谷村、大谷村、広目村が合併し、三谷村となる。
- 1879年（明治12年） - 知多郡小鈴谷学校に改称する。
- 1882年（明治15年） - 知多郡第39学区公立小学小鈴谷学校に改称する。
- 1884年（明治17年） - 三谷村が小鈴谷村、大谷村、広目村に分離する。
- 1887年（明治20年） - 小鈴谷学校、大谷学校、坂井学校を統合し、知多郡尋常小学小鈴谷学校となる。
- 1888年（明治21年） - 私塾の鈴渓義塾が開校する。
- 1889年（明治22年）10月1日 - 小鈴谷村と広目村が合併し、小鈴谷村となる。
- 1892年（明治25年） -
  - 知多郡尋常小学小鈴谷学校が知多郡小鈴谷村小鈴谷尋常小学校に改称する。
  - 小鈴谷学校から大谷村を校区とする知多郡大谷村大谷尋常小学校を分離する。
  - 鈴渓義塾が公立の高等小学校となり、5か村組合立鈴渓高等小学校に改称する。
- 1894年（明治27年） - 小鈴谷尋常小学校の校舎を新築し、移転する。
- 1906年（明治39年）7月1日 - 小鈴谷村、大谷村、坂井村、上野間村が合併し、小鈴谷村となる。
- 1907年（明治40年） - 小鈴谷尋常小学校、大谷尋常小学校、鈴渓高等小学校を統合し、小鈴谷第一尋常高等小学校となる。
- 1923年（大正12年） - 現在地に校舎が完成し、移転する。
- 1941年（昭和16年）4月1日 - 小鈴谷村第一国民学校に改称する。
- 1944年（昭和19年）4月1日 - 小鈴谷村北国民学校に改称する。
- 1947年（昭和22年）4月1日 - 小鈴谷村立北小学校に改称する。
- 1952年（昭和27年）7月1日 - 小鈴谷村が町制施行し、小鈴谷町となる。同時に小鈴谷町立北小学校に改称する。
- 1957年（昭和32年）3月31日 - 小鈴谷町が分割され、大谷、小鈴谷、坂井は常滑市に編入される。大谷、小鈴谷を校区とする北小学校は常滑市の小学校となり、常滑市立小鈴谷北小学校に改称する。
- 1963年（昭和38年）4月 - 美浜町立上野間小学校に委託されていた常滑市坂井地区の児童が小鈴谷北小学校に移る。現在、坂井地区の児童は、バスで通学している。
- 1970年（昭和45年） - 体育館が完成する。
- 1971年（昭和46年）4月 - 常滑市立小鈴谷小学校に改称する。
- 1972年（昭和47年） - 新校舎（鉄筋コンクリート造）が完成する。

## 交通アクセス
- 知多バス常滑南部線「小鈴谷小学校西」バス停より徒歩約5分。

## 周辺施設
- 小鈴谷保育園
- 盛田小鈴谷工場
- 盛田大谷工場